# John E. Long
John Eddie Long (Romulus, Míchigan, 28 de agosto de 1956) es un exbaloncestista estadounidense. Dos sobrinos de Long han jugado en la NBA, Terry Mills y Grant Long.

## Trayectoria deportiva
Luego de brillar en la Universidad de Detroit, el base de 1,96 m de altura fue seleccionado por los Detroit Pistons en la segunda ronda del Draft de la NBA de 1978, en el puesto 29. Jugó 8 temporadas para los Pistons y promedió 21,9 puntos por partido en la temporada 1981-1982. Luego Long jugó también para los Indiana Pacers, Atlanta Hawks y Toronto Raptors, retirándose en 1997 con 12 131 puntos en su carrera.

## Estadísticas de su carrera en la NBA
|  | Denota temporada en la que fue Campeón de la NBA |

### Temporada regular
| Año     | Equipo  | PJ  | PT  | MPP  | %TC  | %3P  | %TL  | RPP | APP | ROB | TPP | PPP  |
| ------- | ------- | --- | --- | ---- | ---- | ---- | ---- | --- | --- | --- | --- | ---- |
| 1978-79 | Detroit | 82  | –   | 30.5 | .469 | –    | .826 | 3.2 | 1.5 | 1.2 | 0.2 | 16.1 |
| 1979-80 | Detroit | 69  | –   | 34.3 | .505 | .083 | .825 | 4.9 | 3.0 | 1.9 | 0.4 | 19.4 |
| 1980-81 | Detroit | 59  | –   | 29.7 | .461 | .182 | .870 | 3.3 | 1.8 | 1.6 | 0.4 | 17.7 |
| 1981-82 | Detroit | 69  | 66  | 32.0 | .492 | .133 | .865 | 3.7 | 2.1 | 0.9 | 0.4 | 21.9 |
| 1982-83 | Detroit | 70  | 30  | 21.2 | .451 | .286 | .760 | 2.6 | 1.5 | 0.6 | 0.2 | 10.5 |
| 1983-84 | Detroit | 82  | 82  | 30.7 | .472 | .200 | .884 | 3.5 | 2.5 | 1.1 | 0.2 | 16.3 |
| 1984-85 | Detroit | 66  | 55  | 27.6 | .487 | .333 | .862 | 2.9 | 2.0 | 1.1 | 0.2 | 14.7 |
| 1985-86 | Detroit | 62  | 30  | 19.0 | .482 | .188 | .856 | 1.6 | 1.3 | 0.7 | 0.2 | 10.0 |
| 1986-87 | Indiana | 80  | 68  | 28.3 | .419 | .284 | .890 | 2.7 | 3.2 | 1.2 | 0.1 | 15.2 |
| 1987-88 | Indiana | 81  | 81  | 25.0 | .474 | .442 | .907 | 2.8 | 2.1 | 1.0 | 0.1 | 12.8 |
| 1988-89 | Indiana | 44  | 1   | 17.4 | .401 | .400 | .937 | 1.5 | 1.5 | 0.7 | 0.0 | 7.3  |
| 1988-89 | Detroit | 24  | 0   | 6.3  | .475 | –    | .846 | 0.5 | 0.6 | 0.0 | 0.1 | 2.0  |
| 1989-90 | Atlanta | 48  | 19  | 21.5 | .453 | .345 | .836 | 1.7 | 1.8 | 0.9 | 0.1 | 8.4  |
| 1990-91 | Detroit | 25  | 0   | 10.2 | .412 | .333 | .960 | 1.3 | 0.7 | 0.4 | 0.1 | 3.8  |
| 1996-97 | Toronto | 32  | 0   | 11.6 | .393 | .353 | .893 | 1.3 | 0.7 | 0.3 | 0.1 | 4.0  |
| Total   | Total   | 893 | 432 | 25.4 | .467 | .322 | .862 | 2.8 | 1.9 | 1.0 | 0.2 | 13.6 |

### Playoffs
| Año   | Equipo  | PJ | PT | MPP  | %TC   | %3P  | %TL   | RPP | APP | ROB | TPP | PPP  |
| ----- | ------- | -- | -- | ---- | ----- | ---- | ----- | --- | --- | --- | --- | ---- |
| 1984  | Detroit | 5  | –  | 29.8 | .364  | .000 | 1.000 | 2.2 | 0.4 | 1.4 | 0.0 | 11.0 |
| 1985  | Detroit | 9  | 9  | 28.3 | .457  | .250 | 1.000 | 1.9 | 1.4 | 1.6 | 0.2 | 12.4 |
| 1986  | Detroit | 1  | 0  | 13.0 | .400  | –    | 1.000 | 1.0 | 0.0 | 1.0 | 0.0 | 7.0  |
| 1987  | Indiana | 4  | 4  | 27.3 | .308  | .167 | .846  | 1.5 | 2.3 | 1.5 | 0.0 | 11.0 |
| 1989  | Detroit | 4  | 0  | 2.0  | 1.000 | –    | 1.000 | 0.0 | 0.0 | 0.0 | 0.0 | 1.3  |
| Total | Total   | 23 | 13 | 23.2 | .399  | .182 | .959  | 1.5 | 1.0 | 1.2 | 0.1 | 9.7  |